# Per Balkåsen
Per Balkåsen (ur. 20 marca 1955) – szwedzki skoczek narciarski. Najlepsze wyniki w Pucharze Świata osiągnął w sezonie 1979/1980, kiedy zajął 57. miejsce w klasyfikacji generalnej.
Wystąpił na mistrzostwach świata w Oslo, ale bez sukcesów.
Jego syn, Fredrik Balkåsen, także uprawiał skoki narciarskie.

## Mistrzostwa świata
- Indywidualnie
  - 1982 Oslo (NOR) – 25. miejsce (duża skocznia), 44. miejsce (normalna skocznia)
- Drużynowo
  - 1982 Oslo (NOR) – 10. miejsce

## Puchar Świata

### Miejsca w klasyfikacji generalnej
| Sezon     | Miejsce |
| --------- | ------- |
| 1979/1980 | 57.     |
| 1980/1981 | 76.     |

### Miejsca w poszczególnych konkursach indywidualnychPucharu Świata
| Źródło                                                                                       | Źródło                 | Źródło                 | Źródło        | Źródło        | Źródło    | Źródło       | Źródło      | Źródło      | Źródło       | Źródło      | Źródło       | Źródło       | Źródło       | Źródło      | Źródło          | Źródło          | Źródło          | Źródło              | Źródło              | Źródło  | Źródło  | Źródło  | Źródło        | Źródło        | Źródło | Źródło | Źródło | Źródło | Źródło | Źródło | Źródło | Źródło | Źródło | Źródło | Źródło | Źródło | Źródło | Źródło | Źródło | Źródło | Źródło | Źródło | Źródło | Źródło | Źródło | Źródło | Źródło | Źródło | Źródło |
| -------------------------------------------------------------------------------------------- | ---------------------- | ---------------------- | ------------- | ------------- | --------- | ------------ | ----------- | ----------- | ------------ | ----------- | ------------ | ------------ | ------------ | ----------- | --------------- | --------------- | --------------- | ------------------- | ------------------- | ------- | ------- | ------- | ------------- | ------------- | ------ | ------ | ------ | ------ | ------ | ------ | ------ | ------ | ------ | ------ | ------ | ------ | ------ | ------ | ------ | ------ | ------ | ------ | ------ | ------ | ------ | ------ | ------ | ------ | ------ |
| Sezon 1979/1980                                                                              |                        |                        |               |               |           |              |             |             |              |             |              |              |              |             |                 |                 |                 |                     |                     |         |         |         |               |               |        |        |        |        |        |        |        |        |        |        |        |        |        |        |        |        |        |        |        |        |        |        |        |        |        |
| Cortina d’Ampezzo                                                                            | Oberstdorf             | Garmisch-Partenkirchen | Innsbruck     | Bischofshofen | Sapporo   | Sapporo      | Thunder Bay | Thunder Bay | Zakopane     | Zakopane    | Saint-Nizier | Saint-Nizier | Sankt Moritz | Gstaad      | Vikersund       | Engelberg       | Lahti           | Lahti               | Falun               | Oslo    | Planica | Planica | Štrbské Pleso | Štrbské Pleso | punkty |        |        |        |        |        |        |        |        |        |        |        |        |        |        |        |        |        |        |        |        |        |        |        |        |
| 47                                                                                           | 74                     | 56                     | 78            | 62            | 31        | 26           | 13          | 21          | -            | -           | 15           | 9            | 12           | 25          | -               | 20              | 62              | 67                  | 41                  | -       | -       | -       | 31            | 51            | 15     |        |        |        |        |        |        |        |        |        |        |        |        |        |        |        |        |        |        |        |        |        |        |        |        |
| Sezon 1980/1981                                                                              |                        |                        |               |               |           |              |             |             |              |             |              |              |              |             |                 |                 |                 |                     |                     |         |         |         |               |               |        |        |        |        |        |        |        |        |        |        |        |        |        |        |        |        |        |        |        |        |        |        |        |        |        |
| Oberstdorf                                                                                   | Garmisch-Partenkirchen | Innsbruck              | Bischofshofen | Harrachov     | Liberec   | Sankt Moritz | Gstaad      | Engelberg   | Ironwood     | Ironwood    | Sapporo      | Sapporo      | Thunder Bay  | Thunder Bay | Chamonix        | Saint Nizier    | Lahti           | Lahti               | Falun               | Oslo    | Bærum   | Planica | Planica       | punkty        | punkty | punkty | punkty | punkty | punkty | punkty | punkty | punkty | punkty | punkty | punkty | punkty | punkty | punkty | punkty | punkty | punkty | punkty |        |        |        |        |        |        |        |
| 55                                                                                           | 69                     | 59                     | -             | -             | -         | -            | -           | -           | -            | -           | -            | 21           | 33           | 12          | -               | -               | -               | -                   | 43                  | -       | -       | -       | -             | 4             | 4      | 4      | 4      | 4      | 4      | 4      | 4      | 4      | 4      | 4      | 4      | 4      | 4      | 4      | 4      | 4      | 4      | 4      |        |        |        |        |        |        |        |
| Sezon 1981/1982                                                                              |                        |                        |               |               |           |              |             |             |              |             |              |              |              |             |                 |                 |                 |                     |                     |         |         |         |               |               |        |        |        |        |        |        |        |        |        |        |        |        |        |        |        |        |        |        |        |        |        |        |        |        |        |
| Cortina d’Ampezzo                                                                            | Oberstdorf             | Garmisch-Partenkirchen | Innsbruck     | Bischofshofen | Sapporo   | Sapporo      | Thunder Bay | Thunder Bay | Sankt Moritz | Engelberg   | Oslo         | Oslo         | Lahti        | Lahti       | Bad Mitterndorf | Bad Mitterndorf | Bad Mitterndorf | Szczyrbskie Jezioro | Szczyrbskie Jezioro | Planica | Planica | punkty  | punkty        | punkty        | punkty | punkty | punkty | punkty | punkty | punkty | punkty | punkty | punkty | punkty | punkty | punkty | punkty | punkty | punkty | punkty |        |        |        |        |        |        |        |        |        |
| -                                                                                            | 44                     | 68                     | 47            | 50            | -         | -            | -           | -           | 22           | 29          | 44           | 25           | 30           | 32          | -               | -               | -               | -                   | -                   | -       | -       | 0       | 0             | 0             | 0      | 0      | 0      | 0      | 0      | 0      | 0      | 0      | 0      | 0      | 0      | 0      | 0      | 0      | 0      | 0      |        |        |        |        |        |        |        |        |        |
| Sezon 1982/1983                                                                              |                        |                        |               |               |           |              |             |             |              |             |              |              |              |             |                 |                 |                 |                     |                     |         |         |         |               |               |        |        |        |        |        |        |        |        |        |        |        |        |        |        |        |        |        |        |        |        |        |        |        |        |        |
| Cortina d’Ampezzo                                                                            | Oberstdorf             | Garmisch-Partenkirchen | Innsbruck     | Bischofshofen | Harrachov | Harrachov    | Lake Placid | Lake Placid | Thunder Bay  | Thunder Bay | Sankt Moritz | Gstaad       | Engelberg    | Vikersund   | Vikersund       | Vikersund       | Falun           | Falun               | Lahti               | Lahti   | Bærum   | Oslo    | Planica       | Planica       | punkty |        |        |        |        |        |        |        |        |        |        |        |        |        |        |        |        |        |        |        |        |        |        |        |        |
| -                                                                                            | -                      | -                      | -             | -             | -         | -            | 60          | 55          | 43           | 53          | -            | -            | -            | -           | -               | -               | -               | -                   | -                   | -       | -       | -       | -             | -             | 0      |        |        |        |        |        |        |        |        |        |        |        |        |        |        |        |        |        |        |        |        |        |        |        |        |
| Legenda                                                                                      |                        |                        |               |               |           |              |             |             |              |             |              |              |              |             |                 |                 |                 |                     |                     |         |         |         |               |               |        |        |        |        |        |        |        |        |        |        |        |        |        |        |        |        |        |        |        |        |        |        |        |        |        |
| 1 2 3 4-10 11-15 poniżej 15 q – zawodnik nie zakwalifikował się - – zawodnik nie wystartował |                        |                        |               |               |           |              |             |             |              |             |              |              |              |             |                 |                 |                 |                     |                     |         |         |         |               |               |        |        |        |        |        |        |        |        |        |        |        |        |        |        |        |        |        |        |        |        |        |        |        |        |        |

### Turniej Czterech Skoczni

#### Miejsca w klasyfikacji generalnej
| Sezon     | Miejsce |
| --------- | ------- |
| 1979/1980 | 78.     |
| 1980/1981 | 90.     |
| 1981/1982 | 44.     |